# Булонь, Женевьева
Женевьева Булонь (фр. Geneviève Boullogne, Boullongne ou Boulogne; 22 августа 1645, Париж — 5 или 7 августа 1708, Экс-ан-Прованс) — французская художница, рисовальщик и живописец, член Королевской академии живописи и скульптуры. Дочь художника Луи Булоня Старшего. Писала преимущественно натюрморты, в том числе для королевского двора.

## Биография
Женевьева Булонь родилась в Париже в семье Луи Булоня Старого и была сестрой Бона Булоня Старшего, Луи Булоня Младшего и Мадлен Булонь. Она сотрудничала с Мадлен в оформлении парадных покоев Версальского дворца. Затем работала в Экс-ан-Провансе.
7 декабря 1669 года Женевьева и её сестра Мадлен были в числе первых женщин, принятых в Королевскую академию живописи и скульптуры. Женевьева писала картины на исторические сюжеты и натюрморты, чаще из цветов и фруктов.
Женевьева вышла замуж за скульптора Жан-Жака Клериона (ок. 1640—1714).